# Невесчани
Невесчани (на гръцки: Νυμφαιώτες, Нимфеотес, до 1926 година Νέβεσκιώτες, Невескиотес, единствено число Νεβεσκιώτης, Невескиотис) са жителите на леринската влашка паланка Невеска (на гръцки Нимфео), Егейска Македония, Гърция. Това е списък на най-известните от тях.

## Родени в Невеска
А – Б – В – Г – Д –
Е – Ж – З – И – Й —
К – Л – М – Н – О —
П – Р – С – Т – У —
Ф – Х – Ц – Ч – Ш —
Щ – Ю – Я

### А
- Андон Журка, участник в Гръцката война за независимост

### В
- Васил  (Журката), революционер, участник в Гръцката война за независимост
- Васил Журка (Журката, 1844 – ?), хайдутин и революционер, участник във въстанието от 1878 година

### Г
- Георгиос Бурис (Γεώργιος Μπούρης), гръцки андартски деец от трети клас, член на местния гръцки комитет[1]
- Георгиос Додас (Γεώργιος Δόδας), гръцки андартски деец, четник в четата на Каудис[1]
- Георгиос Пану (Γεώργιος Πάνου), гръцки андартски деец от трети клас, убит от българи[1]

### Д
- Димитриос Гьорис (Δημήτριος Γιώρης), гръцки андартски деец от трети клас, убит през 1908 година[1]
- Димитриос Михалидис (Δημήτριος Μιχαηλίδης), гръцки андартски деец, заедно с баща си Михас и братята си Йоанис и Анастасиос се включват в Етерията на Анастасиос Пихеон от 1867 година, става касиер на местния гръцки комитет и отговаря за поддържането на училищата в Битолско[1]
- Димитриос Фуркиотис (Δημήτριος Φουρκιώτης), гръцки андартски деец, убит от българи[2]

### Е
- Евстатиос Мелас Мулас (Ευστράτιος Μελάς ή Μουλάς), гръцки андартски деец от трети клас[1]

### Ж
- Жан Нику (1876 – 1930), шведски индустриалец

### Й
- Йоанис Гьорис (Ιωάννης Γιώρης), гръцки андартски деец от трети клас, член на местния гръцки комитет[1]
- Йоанис Ляцис (Ιωάννης Λιάτσης), гръцки андартски деец, член на местния комитет и близък приятел на семейство Драгумис[1]
- Йоанис Мариос Мисиолис (Ιωάννης Μάριος ή Μισιώλης), гръцки андартски деец от трети клас[1]
- Йоанис Мелас (Ιωάννης Μελλάς), гръцки андартски деец от трети клас[1]
- Йоанис Сакеларопулос (Ιωάννης Σακελαρόπουλος), гръцки андартски деец, член на местния гръцки комитет[1]

### К
- Козмас (Κοσμάς), гръцки андартски деец, четник в четата на Каравитис[1]

### М
- Мито Янаки, арестуван преди април 1904 година, осъден, че „ранил Васил Коле от Любетино, защото издавал тайни на комитета“, амнистиран с общата амнистия от 12 април 1904 година[3]
- Михаил Коле, българин, православен, арестуван преди април 1904 година, обвинен във „включване в българския бунтовнически комитет и употреба на оръжие срещу османската войска“, осъден от Извънредния съд на 3 години каторга, лежал в Битолския затвор, амнистиран с общата амнистия от 12 април 1904 година[4]
- Михаил Цирлис, гръцки андартски деец

### Н
- Накас Невески, гръцки революционер
- Николаос Мамарас (Νικόλαος Μαμάρας), гръцки андартски деец, убит от дейци на ВМОРО[1]
- Николаос Мердзос (р. 1936), гръцки журналист и историк, председател на Обществото за македонски изследвания
- Николаос Цирлис (Νικόλαος Τσίρλης), гръцки андартски деец от първи клас, активен участник на гръцкото движение в Македония през XIX век, ръководител на местния комитет, среща се с Павлос Мелас[2]

### П
- Панделис Бекас (Παντελής Μπέκας), гръцки андартски деец от трети клас, убит от българи[1]

### С
- Стерьос Цикотис (Στέργιος Τσικωτής), гръцки андартски деец, четник, убит от българи[1]

### Т
- Такис Голнас, гръцки революционер, член на комитета на Гръцката въоръжена пропаганда в Невеска
- Теодорос Гьосис (Θεόδωρος Γκιόσης), гръцки андартски деец, четник[1]

### Я
- Янко Купенков (1869 – ?), опълченец от Македоно-одринското опълчение, златар, Втора рота на Десета прилепска дружина[5]